# Turbon Werke

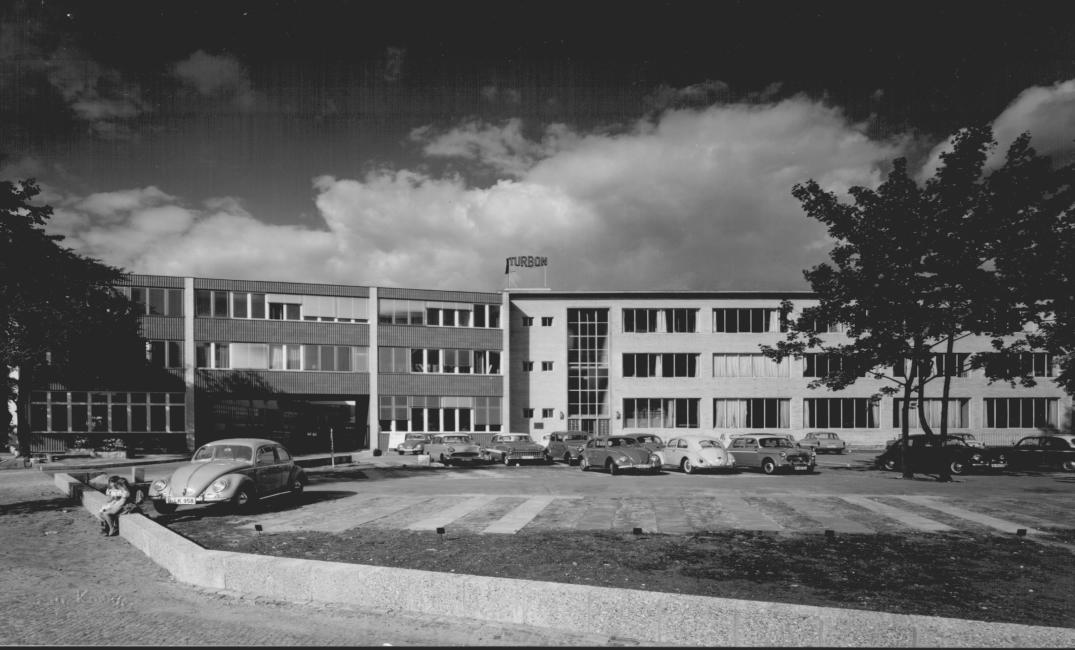
Verwaltungs- und Fertigungsgebäude Werk I (Roedernallee)

Die Turbon Werke GmbH war ein Unternehmen des Maschinenbaues in Berlin, das Komponenten für die gesamte Lufttechnik sowie Lüftungs- und Klimaanlagen für alle Bereiche lieferte.

## Produkte
Der Komponentenbau beinhaltete Axial-, Radial-, Windkanal-, Dach-, Brandgas- und Kühlturmventilatoren. Weitere Komponenten waren Luftheizgeräte, Klimaschränke, Trockenschränke, Stahlmöbel, Waren- und Zigarettenautomaten.
Der Anlagenbau plante, fertigte und montierte Be- und Entlüftungsanlagen für Industrie-, Wohnungs- und Bürogebäude für Kaufhäuser, Hotels und Flughäfen. Für die Chemische- und Elektro-Industrie wurden Anlagen für Reine-Räume geliefert.
Weitere Produkte waren Trocknungs- und Entstaubungsanlagen für die Industrie. Für den Schiffbau wurden Kesselgebläse, Zu- und Abluftventilatoren geliefert sowie für die Kühlräume der Fischfangflotten spezielle Umluftventilatoren. Sonderventilatoren für die Kernkraftwerke der Bundesrepublik Deutschland wurden geliefert und montiert.
Das Firmenarchiv befindet sich heute in der Sammlung des deutschen Museums München.

## Geschichte
Der Ursprung des Unternehmens begann 1907 in Berlin bei der Firma Panzer AG (Hersteller von Geldschränken und Stahlmöbeln), als dort in der zugehörigen Firma Taifun Ventilatoren AG, Ventilatoren mit einem von Otto Steltzner entwickelten besonders leise laufenden Wellring-Laufrad D.R.P. (dem Vorläufer des heutigen Trommelläufers) gefertigt wurden. Diese Ventilatoren waren sehr kompakt und z. B. für die Handelsflotte von Kaiser Wilhelm II daher besonders wichtig. Der Name Taifun wurde später in Turbon Ventilatoren GmbH geändert.
1914 wurde Willi Cobler für die Turbon Ventilatoren GmbH innerhalb der Panzer AG zuständig.
1923 Umwandlung der Firma in die Turbon Ventilatoren und Apparate AG mit gleichzeitigem Umzug der Ventilatorenfertigung von der Badstraße in Berlin-Gesundbrunnen nach Berlin-Reinickendorf in die Roedernallee. Willi Cobler wurde zum alleinigen Vorstand der AG bestellt. 1925 arbeiteten etwa 100 Mitarbeiter im Werk.
1928 wurde die Turbon Ventilatoren und Apparate AG aufgelöst und unter dem alten Namen Turbon Ventilatoren GmbH eine neue Firma gegründet. Willi Cobler wurde Mitglied des Vorstandes und übernahm zwei Jahre später die Turbon Ventilatoren GmbH; 1936 wurde sein Sohn Walter W. Cobler alleiniger Geschäftsführer.
1940 wurde eine weitere Fertigungsstätte in Seifhennersdorf (Lausitz) errichtet. Die Gesamtbelegschaft in beiden Werken betrug jetzt etwa 1000 Mitarbeiter. Allein 300 Mitarbeiter in Seifhennersdorf fertigten und lieferten während des Zweiten Weltkrieges Ventilatoren für die U-Boote der deutschen Wehrmacht, von denen allein bei der Bremer Vulkan Werft 74 Boote gebaut wurden.
1945 wurde das gesamte Werk I in Berlin als Folge des verlorenen Krieges demontiert. Das Werk in Seifhennersdorf ging durch Enteignung verloren. Im Juni wurde der Turbon Ventilatoren GmbH für das Berliner Werk bereits wieder eine Gewerbegenehmigung erteilt.
1950 errichtete das Unternehmen ein blechverarbeitendes Zweigwerk in Dorsten / Westfalen (Werk II).
1952–1953 erfolgte der Neubau eines Verwaltungs- und Werkstattgebäudes im Werk I.
1957 wurde ein weiteres Werk in Berlin-Reinickendorf (Werk III) in Betrieb genommen. Hier wurde die reine Blechfertigung konzentriert. Jetzt waren es wieder 540 Mitarbeiter in allen Werken.
1960 wurde die Fa. Firmont, ein Hersteller von Textiltrocknern, übernommen.
Zwischen 1961 und 1962 wurde ein Neubau eines weiteren Verwaltungs- und Werkstattgebäudes im Werk I errichtet.
1963 wurde eine weitere Fertigungsstelle (Werk II) in Strücklingen/Oldenburg für die Blechkanalfertigung eingerichtet und das Werk in Dorsten aufgegeben.
1966 entwickelte Michael Palmer ein Axiallaufrad aus Aluminiumguss mit im Stillstand verstellbaren Schaufeln und hohem Wirkungsgrad. Für dieses Laufrad wurden viele Lizenzen vergeben (siehe Bild).
1970 verkaufte der Sohn des Gründers das gesamte Unternehmen der Turbon Werke GmbH mit 624 Mitarbeitern an die Deutsche Babcock & Wilcox AG, später umgewandelt in die Babcock-Borsig AG in Oberhausen.
1971 zog die Ventilatorenfertigung in die Werkhallen der Borsig GmbH in Berlin-Tegel um, die zur späteren Babcock AG gehörte.
1972 wurde der 110 000. Ventilator der Nachkriegsproduktion ausgeliefert.
1973 übertrug die Babcock-Borsig AG den kompletten Ventilatorenbereich (Verkauf und Fertigung) der Konzerntochter Büttner-Schilde-Haas Aktiengesellschaft in Bad Hersfeld, die 1977 in die Babcock-BSH umgewandelt wurde. Der Bereich Lüftungs- und Klimaanlagenbau wurde zusammen mit den Vertriebsbüros der Babcock-Konzerntochter TURBON-TUNZINI Klimatechnik GmbH (TKT) in Bergisch Gladbach übertragen.
Rechtsnachfolger der TKT nach der Fusion im Jahr 1993 mit der Krantz Anlagenbau GmbH, Aachen, war die KRANTZ-TKT GmbH in Bergisch Gladbach. Diese wurde 2001 im Zuge der Insolvenz der Babcock-Borsig AG teilweise (operative Geschäftsbereiche) durch den Insolvenzverwalter an die M+W Group weiterverkauft. Der Anlagenbau, Forschung & Entwicklung und die Fertigung (Produkte der Luftführung) der M+W Group wurden 2005 an die Caverion GmbH im Zuge eines Management Buy-Out übertragen.
1975 wurde die Turbon Werke GmbH in Berlin aufgelöst.

## Bilder

Ventilatoren
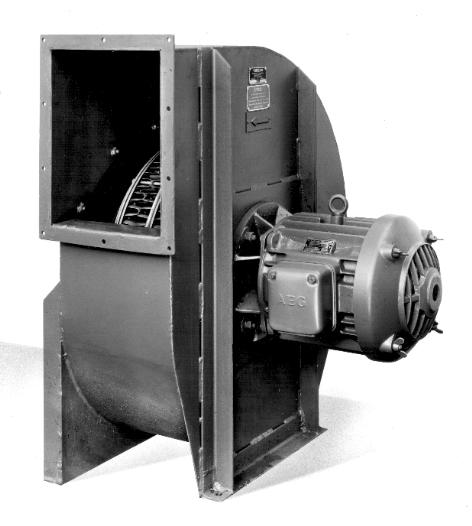
Radialventilator mit einem patentierten Wellring-Laufrad DRP
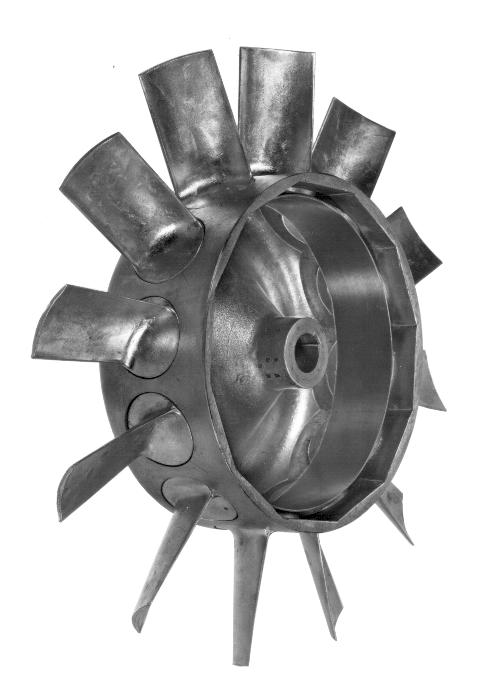
Axiallaufrad mit im Stillstand verstellbaren Schaufeln
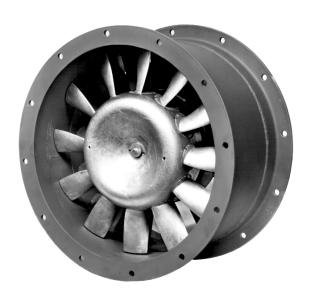
Axialventilator mit einem Laufrad aus Aluminiumguss
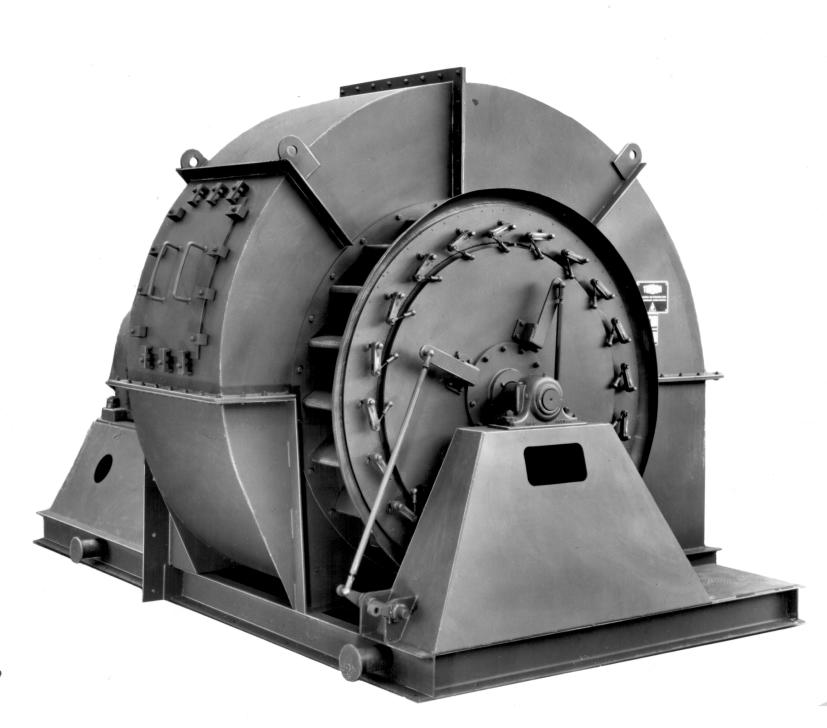
Radialventilator als Schiffs-Kesselgebläse mit Dralldrossel

Zweigwerke
Fertigungshalle Werk II (Strücklingen/Oldenburg)
Fertigungshalle Werk III (Berlin/Montanstraße)